# شوما یاماموتو
شوما یاماموتو (انگلیسی: Shouma Yamamoto؛ زادهٔ ۶ نوامبر ۱۹۸۳) بازیگر اهل ژاپن است. وی از سال ۲۰۰۵ میلادی تاکنون مشغول فعالیت بوده‌است.